# Raúl Duarte
Raúl Duarte, né le 11 novembre 1944, à San Vicente, au Pérou, est un ancien joueur péruvien de basket-ball. Il est le frère d'Enrique, Luis et Ricardo Duarte.